# Сафонов, Борис Михайлович
Борис Михайлович Сафонов (10 апреля 1897, г. Скопин, Рязанская губерния, Российская империя — 9 октября 1985, Москва, СССР) — советский военачальник, генерал-майор (11.07.1945).

## Биография
Родился 10 апреля 1897 года в городе  Скопин, ныне  Рязанской области. Русский.

### Военная служба

#### Первая мировая война и революция
В декабре 1915 года был призван на военную службу  и зачислен в 81-й пехотный запасной полк в г. Скопин. В январе 1916 года направлен в школу прапорщиков в Москве. После 4-месячного курса обучения произведен в прапорщики и назначен командиром взвода в тот же 81-й пехотный запасной полк. В июне с маршевой ротой убыл на Западный фронт в 443-й пехотный Соснинский полк. В его составе командиром взвода участвовал в боях в районе озера Нарочь и на реке Березина в Виленской губернии. В декабре с полком был переброшен на Румынский фронт в район города Галац. С мая 1917 года он воевал на Юго-Западном фронте на реке Стоход под Ковелем. После Октябрьской революции уехал с фронта на родину. В декабре прибыл в город Карачев Орловской губернии, где в это время проводилась ликвидация 443-го пехотного Соснинского полка. До марта 1918 года по заданию полкового комитета работал здесь переписчиком в ликвидационной комиссии, затем убыл на родину.

#### Гражданская война
В июле 1918 года вступил красногвардейцем в 3-й интернациональный полк. В начале августа влился с ним в 15-й стрелковый полк Рязанской дивизии, где был назначен взводным инструктором. В апреле 1919 года из города Скопин вместе с полком убыл на Восточный фронт. Участвовал в боях против войск адмирала А. В. Колчака в районах городов Бугульма, Бугуруслан, Белебей, Уфа, в форсировании реки Белая. После взятия Уфы в июне полк был переброшен под Царицын, а  Сафонов назначен командиром взвода 1-й пулеметной команды. В этой должности воевал под Царицыном и Камышином, на реке Иловля и под Саратовом. В августе 1919 года полк был переформирован в 336-й стрелковый полк в составе 38-й стрелковой дивизии, а  Сафонов назначен в нем начальником пулеметной команды. Участвовал с ней в наступлении на Царицын и станицу Великокняжеская. В январе 1920 года полк слился с 348-м стрелковым полком и в составе последнего действовал в направлении Порт-Петровск. Здесь в апреле он был преобразован в 180-й стрелковый полк 20-й стрелковой дивизии, в его составе Сафонов служил помощником начальника и начальником пулеметной команды. Участвовал во взятии города Баку, в подавлении восстания в Гяндже и походе в Армению. С января 1921 года полк стоял на границе с Персией, затем в мае принимал участие в походе на город Зангезур. В декабре  полк был переброшен в город Тифлис и переформирован в 8-й Кавказский стрелковый полк в составе 3-й Кавказской стрелковой бригады ККА, с завершением переформирования дислоцировался в крепости Ленинакан.

#### Межвоенные годы
В послевоенный период  Сафонов служил в 8-м Кавказском стрелковом полку 3-й Кавказской стрелковой дивизии в должностях начальника пулеметной команды, командира стрелковой роты, помощником начальника и врид начальника полковой школы. С октября 1930 года по июнь 1931 года проходил переподготовку на курсах «Выстрел», затем был назначен командиром батальона 46-го им. С. П. Медведовского стрелкового полка 16-й стрелковой дивизии им. В. И. Киквидзе в городе Новгород. С февраля 1936 года майор  Сафонов командовал учебным батальоном этого полка. В июне убыл с ним в Усть-Лугу Кингисеппского района на формирование 33-го стрелкового полка, вошедшего затем в состав 11-й стрелковой дивизии. С июля 1937 года там же занимал должности помощником командира полка по строевой части и врид начальника штаба полка. В ноябре вновь убыл на курсы «Выстрел». В августе 1938 года окончил их и был назначен начальником штаба 146-го стрелкового полка 49-й стрелковой дивизии в городе Вышний Волочек. В ноябре 1939 года вступил в должность начальника штаба 123-й стрелковой дивизии. Участвовал с ней в Советско-финляндской войне, за что был награжден орденом Красного Знамени. С октября 1940 года полковник  Сафонов — слушатель Академии Генштаба РККА.

#### Великая Отечественная война
С началом  войны 22 июля 1941 года был выпущен из академии и назначен начальником оперативного отдела — заместителем начальника штаба формировавшейся в МВО 33-й армии. С 18 июля она была включена в состав Можайской линии обороны и заняла оборону западнее Можайска. С 30 июля армия вошла в Резервный фронт и после дислокации в район Спас-Деменска занимала оборону на Ржевско-Вяземском оборонительном рубеже. С 3 октября ее войска принимали участие в Вяземской, а с 13 октября уже в составе Западного фронта — в Можайско-Малоярославецкой оборонительных операциях. В ходе последней 24 октября 1941 года они остановили противника на реке Нара. В начале декабря во взаимодействии с 5-й армией ее войска в напряженных боях разгромили группировку противника, прорвавшуюся севернее и южнее Наро-Фоминска к Апрелевке, и восстановили оборону по pеке Hapa. 19 декабря полковник  Сафонов был назначен командиром 308-й стрелковой дивизии, формировавшейся в городе Иваново. С 7 января 1942 года она была переформирована в 117-ю стрелковую дивизию и во второй половине февраля переброшена на Калининский фронт в состав 3-й ударной армии, где заняла оборону на берегу озера Селигер, составляя третий пояс в кольце окружения демянской группировки противника. В начале марта она маршем была переброшена на Холмский участок фронта и сосредоточена в районе Стихово, Снопово Калининской области. С 16 марта ее части в трехдневных упорных боях овладели сильно укрепленными узлами сопротивления Царево, Заплатано, Тарыжино. Затем, наступая на Гущино, Макарово, Стрежелово, они освободили Покровские хутора и Кресты и вышли на северную опушку «Красковских лесов», откуда хорошо просматривался Холм-Локнянский большак, являвшийся важной коммуникацией холмской группировки противника. Дальнейшие наступательные действия успеха не имели. В начале апреля Сафонов был отстранен от командования и зачислен в резерв Калининского фронта.
В июне 1942 года назначен начальником отдела боевой подготовки 58-й армии, находившейся во фронтовом резерве в районе города Осташков. В начале августа полевое управление армии и войска были обращены на формирование 39-й армии, а полковник  Сафонов утвержден в должности начальника отдела боевой подготовки. До ноября ее войска обороняли рубеж северо-западнее Ржева, затем вели наступательные бои на ржевском направлении. В марте 1943 года вместе с армией  Сафонов участвовал в Ржевско-Вяземской наступательной операции. В начале мая назначен заместителем начальника штаба по ВПУ 39-й армии Калининского фронта. В сентябре — начале октября участвовал с ней в Духовщино-Демидовской наступательной операции, в ходе которой были освобождены города Духовщина и Рудня. С 8 октября 1943 года  Сафонов  заместитель начальника штаба — начальник оперативного отдела штаба 39-й армии.  Участвовал в Белорусской, Витебско-Оршанской, Каунасской, Прибалтийской, Мемельской наступательных операциях. С начала  1945 года принимал участие в Восточно-Прусской, Инстербургско-Кенигсбергской, Кенигсбергской и Земландской наступательных операциях.
В начале мая 1945 года 39-я армия была выведена в резерв Ставки ВГК и переброшена в МНР, где с 20 июня включена в Забайкальский фронт. В его составе участвовала в Советско-японской войне, в Хингано-Мукденской наступательной операции.

#### Послевоенное время
После войны генерал-майор  Сафонов продолжал служить в прежней должности. В декабре 1948 года переведен старшим преподавателем в Высшую военную академию им. К. Е. Ворошилова. С 16 марта 1951 года был военным советником начальника Военной академии Венгерской армии. В июле 1954 года освобожден от должности по болезни и назначен старшим преподавателем кафедры оперативного искусства Высшей военной академии им. К. Е. Ворошилова. 3 января 1956 года генерал-майор  Сафонов уволен в отставку.

## Награды
- орден Ленина (21.02.1945)[4]
- четыре ордена Красного Знамени (21.03.1940[5],  24.09.1943[6], 03.11.1944[7][4], 20.06.1949[8][4])
- два ордена Кутузова II степени (02.01.1945[9], 31.08.1945[10])
- два ордена Отечественной войны I степени (02.07.1944[11],  06.04.1985[12][13])
- два ордена Красной Звезды (02.01.1942[14], 28.10.1967[15]) 
  - медали в том числе:
  - «XX лет Рабоче-Крестьянской Красной Армии» (1938)[9].
  - «За оборону Москвы» (28.08.1944)[16]
  - «За победу над Германией в Великой Отечественной войне 1941—1945 гг.» (1945)
  - «За победу над Японией» (1945)
  - «За взятие Кёнигсберга» (1945)
  - «Ветеран Вооружённых Сил СССР» (1976)